# 李恢 (北魏)
李恢（420年—467年2月7日），赵郡柏人县（今河北省邢台市隆尧县）人，出自赵郡李氏东祖，北魏官员。

## 生平
李恢承袭了父亲的高邑子爵位，魏文成帝拓跋濬以李恢是自己师傅李灵的儿子，册拜李恢为散骑常侍、安西将军、长安镇副将，爵位升为侯爵，给予非正式的钜鹿公爵位。皇兴元年正月庚子（467年2月7日），镇军大将军、东平王拓跋道符谋反，杀死了李恢以及雍州刺史鱼玄明、雍州别驾李允等人，李恢时年虚岁四十八。魏献文帝拓跋弘为李恢哀悼，追赠散骑常侍、镇西将军、定州刺史、钜鹿公，谥号贞。

## 家庭

### 兄弟
- 李综，北魏代理河间郡太守

### 子女
- 李悦祖，北魏高邑伯
- 李显甫，北魏河北郡太守、平棘子
- 李华，北魏辅国将军、中山郡太守、栾城子
- 李彦甫，第四子，延昌二年三月廿九日去世，虚岁五十四，熙平元年四月年五日葬于五马山西七里小岗下
- 李凭，北魏赵郡太守